# Mauro Boerchio
Mauro Boerchio (Broni, 16 agosto 1989) è un ex calciatore italiano, di ruolo portiere.

## Carriera
Esordisce in una prima squadra nella stagione 2007-2008, nella quale disputa il campionato di Serie D con la maglia della Nocerina; a stagione in corso passa al Renate, sempre in Serie D, chiudendo il campionato al secondo posto in classifica e giocando in totale 20 incontri. Nella stagione 2008-2009 viene tesserato dal Bari, società di Serie B, che vincendo il campionato cadetto viene promossa in Serie A; Boerchio pur facendo parte della rosa non scende mai in campo in partite ufficiali con la prima squadra, venendo in compenso impiegato in alcune partite nel Campionato Primavera. In seguito gioca in prestito prima nel Lecco (in Lega Pro Prima Divisione) e poi nella Pro Sesto (in Lega Pro Seconda Divisione); successivamente nella stagione 2010-2011 fa parte della rosa del Bari (in Serie A), senza però giocare partite ufficiali. Dopo un periodo da svincolato si accasa al Verbano, con cui milita da marzo 2012 al termine della stagione 2012-2013 in Serie D, collezionando in totale 24 presenze. Nella stagione 2013-2014 si accasa al Savona, in Lega Pro Prima Divisione; nel corso della stagione gioca una partita in Coppa Italia Lega Pro e 2 partite (nelle quali subisce complessivamente 7 reti) in campionato.
Nel febbraio del 2015 si è trasferito nell'Amicale, squadra di Vanuatu; qui ha vinto il campionato locale ed ha giocato 3 partite nella OFC Champions League, nel corso delle quali ha subito in totale 5 reti.
Rimane all'Amicale anche nella stagione successiva, nella quale gioca da titolare la prima partita della fase a gironi (vinta per 3-0 il 10 aprile 2016 sul campo dei Lae City Dwellers) e la seconda, pareggiata inizialmente 1-1 (e poi vinta per 3-0 a tavolino) in casa contro i Solomon Warriors. Scende infine in campo anche nella partita persa per 3-1 sul campo dell'Auckland City il 17 aprile 2016, al termine della quale la sua squadra, classificatasi seconda nel proprio girone, viene eliminata dalla manifestazione: arriva quindi ad un totale di 6 presenze (con 9 reti subite) in carriera in OFC Champions League.
Il 15 novembre 2016 si accasa al Gżira Utd, formazione della prima divisione maltese, con cui pochi giorni dopo il suo tesseramento esordisce in campionato; si svincola dal club maltese il 23 gennaio 2017, dopo aver subito 10 reti in 8 partite di campionato.
Il 21 febbraio 2017 viene ingaggiato dall'Ulaanbaatar City, società della massima serie mongola dove termina il campionato in seconda posizione e con la vittoria della MFF Cup, la Coppa della Mongolia; il 10 ottobre si svincola dal club mongolo.
L'11 gennaio 2018 dopo un periodo da svincolato firma un contratto con il Maziya, club della massima serie maldiviana. In seguito, sempre nel 2018, si trasferisce al NEROCA, in I-League. Il 14 febbraio 2019 si trasferisce in prestito al Chennai City. Rimasto svincolato, il 1 luglio del 2019 si ritira dal calcio scegliendo la strada dell'allenatore di portieri.

## Statistiche

### Presenze e reti nei club
| Stagione        | Squadra          | Campionato      | Campionato | Campionato | Coppe nazionali | Coppe nazionali | Coppe nazionali | Coppe continentali | Coppe continentali | Coppe continentali | Altre coppe | Altre coppe | Altre coppe | Totale | Totale |
| Stagione        | Squadra          | Comp            | Pres       | Reti       | Comp            | Pres            | Reti            | Comp               | Pres               | Reti               | Comp        | Pres        | Reti        | Pres   | Reti   |
| --------------- | ---------------- | --------------- | ---------- | ---------- | --------------- | --------------- | --------------- | ------------------ | ------------------ | ------------------ | ----------- | ----------- | ----------- | ------ | ------ |
| 2007-2008       | Renate           | D               | 20         | -?         | CI-D            | ?               | -?              |                    | -                  | -                  |             | -           | -           | 20     | -?     |
| 2010-2011       | Bari             | A               | 0          | 0          | CI              | 0               | 0               |                    | -                  | -                  |             | -           | -           | 0      | 0      |
| 2012-2013       | Verbano          | D               | 24         | -?         |                 | -               | -               |                    | -                  | -                  |             | -           | -           | 24     | -?     |
| 2013-2014       | Savona           | LP              | 2          | -7         | CI              | -               | -               |                    | -                  | -                  |             | -           | -           | 2      | -7     |
| 2014-2015       | Amicale          | PD              | ?          | -?         |                 | -               | -               | OFC                | 3                  | -5                 |             | -           | -           | 3      | -5     |
| 2015-2016       | Amicale          | PD              | ?          | -?         |                 | -               | -               | OFC                | 3                  | -4                 |             | -           | -           | 3      | -4     |
| 2016-2017       | Gżira            | PL              | 8          | -10        | TM              | -               | -               |                    | -                  | -                  |             | -           | -           | 8      | -10    |
| 2017            | Ulaanbaatar City | NL              | ?          | -?         |                 | -               | -               |                    | -                  | -                  |             | -           | -           | ?      | -?     |
| 2018            | Maziya           | DPL             | ?          | -?         |                 | -               | -               |                    | -                  | -                  |             | -           | -           | ?      | -?     |
| 2018-feb. 2019  | NEROCA           | IL              | 6          | -7         | SC              | -               | -               |                    | -                  | -                  |             | -           | -           | 6      | -7     |
| feb.-mag. 2019  | Chennai City     | IL              | 4          | -7         | SC              | 3               | -6              |                    | -                  | -                  |             | -           | -           | 7      | -13    |
| Totale carriera | Totale carriera  | Totale carriera | 64         | -31        |                 | 3               | -6              |                    | 6                  | -9                 |             | -           | -           | 73     | -46    |

## Palmarès

### Club

#### Competizioni nazionali
- Campionato italiano di Serie B: 1

Bari: 2008-2009
- Coppa di Mongolia: 1

Ulaanbaatar City: MFF Cup 2017
- I-League: 1

Chennai City: 2018-2019